# Верес (футбольный клуб)
«Ве́рес» (укр. «Верес») — украинский футбольный клуб из Ровно, основан в 1957 году. Выступает в Украинской Премьер-лиге.

## Прежние названия
- 1958 — июнь 1967: «Колхозник» (укр. «Колгоспник»)
- июнь 1967—1971: «Горынь» (укр. «Горинь»)
- 1972—1990: «Авангард»
- с 1991: «Верес»

## История

### Советские времена: 1957—1991
Футбольная команда из Ровно была основана в 1957 году под названием «Колгоспник» (с укр. — «Колхозник»), в 1958-м году команда дебютировала в классе «Б», где заняла 14-е место из 16-ти. Всего в классе «Б» команда сыграла 13 сезонов (446 матча, 149 победы, 132 ничьих и 165 поражений, разница мячей — 515—537). Особых успехов за это время футболисты из Ровно не достигли. Лучшим результатом является 7-е место, добытое дважды подряд — в сезонах 1968-го и 1969-го годов.
После реорганизации чемпионата СССР в 1971 году «Горынь», которая через год сменила название на «Авангард», получила право играть в украинской зоне второй лиги, где и выступала до самого распада СССР. В первом сезоне во вновь организованной лиге команда заняла последнее — 26-е место в таблице. Начиная с конца 70-х годов «Авангард» начал прогрессировать, а в 1981 году, под руководством известных в прошлом игроков киевского «Динамо» Виктора Матвиенко и Владимира Трошкина, в команду впервые пришел серьёзный успех — третье место в турнире и бронзовые медали второй лиги. За девять лет «Авангарду» удалось повторить это достижение. В том памятном для ровенского футбола сезоне-1990 команду возглавлял Роман Покора. Всего в украинской зоне второй лиги команда провела 21 сезон (922 игры, 346 побед, 249 ничьих, 327 поражений, разница мячей — 964—950). Рекордсменами команды в чемпионатах СССР были Георгий Яковишин — 358 матчей и Владимир Чирков — 89 забитых мячей.

### Независимая Украина: с 1991

#### Успехи в высшей лиге: 1991—1997
После обретения Украиной независимости «Верес» попал в первую украинскую лигу. Заняв первое место в своей группе в стартовом чемпионате (1992 г.), команда уже в следующем сезоне впервые дебютировала в высшей лиге чемпионата Украины. Сезон 1992/93 «Верес» закончил на последнем месте, и спасся от понижения в классе лишь благодаря расширению высшей лиги. Следующий чемпионат (1993/94) стал одним из самых запоминающихся в истории команды. Именно тогда «Верес» запомнился всей Украине своими яркими победами над «Днепром» (2:1), «Металлистом» (4:0), «Шахтером» (2:0), победой по итогам двух матчей над киевским «Динамо» в розыгрыше Кубка Украины (0:0 в Ровно, 1:1 в Киеве). После первого круга ровенчане занимали 4-е место, но после зимнего перерыва сдали свои позиции, и завершили чемпионат двенадцатыми. Тогда же «Верес» достиг наибольшего успеха и в Кубке Украины — дошел до полуфинала, где уступил симферопольской «Таврии» — 0:2, 0:0. Это были последние серьёзные достижения «Вереса» на ближайшие 20 лет.

#### Проблемы и расформирование клуба: 1997—2011
После яркого подъёма на вершину началось не менее стремительное падение вниз. В сезоне 1994/95 гг. ровенчане распрощались с высшей лигой. Только два сезона футболисты «Вереса» продержались и в лиге первой. Начиная с чемпионата 1997/98 и по сезон 2010/11 «Верес» с переменным успехом представлял Ровенскую область во второй лиге украинского футбола.
29 апреля 2011 в связи трудным финансовым положением ФК «Верес» прекратил участие в соревнованиях второй лиги и потерял профессиональный статус.

#### Новая история: с 2015
В 2015-м было объявлено о возрождении с клубным членством и общим финансированием клуба его членами. В сезоне 2015/16 команда возобновила выступления в чемпионате Украины, будучи допущенной во вторую лигу. Возглавил возрождённый клуб местный тренер Николай Филин, однако проработал он лишь до декабря 2015, когда его сменил бывший тренер «Ингульца» Виктор Богатырь. В весенней части чемпионата из-за неудовлетворительных результатов главным тренером «Вереса» был назначен Владимир Мазяр, клуб на тот момент шёл 4-м. По итогам сезона «Верес» занял второе место и получил право выступать в первой лиге.
В межсезонье команда серьёзно усилилась, из состава прошедшего сезона в клубе осталось лишь несколько футболистов, команда фактически была собрана заново. В самом начале сезона 2016/17 клуб после третьего тура лидировал в чемпионате. Хотя затем пальму вперёд вышел мариупольский «Ильичёвец», уверенно сохранивший за собой первое место до конца сезона, ровенчане в течение сезона были наиболее близки к тому, чтобы помешать приазовцам завоевать чемпионский титул, на экваторе чемпионата уступая будущим чемпионам всего 2 очка. Весеннюю часть чемпионата, однако, команда провела очень неровно: после ряда сенсационных поражений команду к матчам готовил Юрий Вирт, старший тренер штаба «Вереса». Команда финишировала лишь третьей. Тем не менее, 2 июня 2017 года было официально объявлено о повышении команды в классе из-за проблем с получением аттестата черниговской «Десной», опередившей «Верес» в борьбе за путёвку в премьер-лигу.
Домашние матчи сезона 2017/18 Верес проводил во Львове, на стадионе «Арена Львов», в то время как на ровенском «Авангарде» запланирована реконструкция.

#### Рокировка с ФК «Львов»
В летнее межсезонье 2018 года руководством и инвесторами клубов «Верес» и ФК «Львов» было принято решение, что место «Вереса» в высшей лиге займет ФК «Львов», а «Верес» продолжит свои выступления во второй лиге Украины.

## Руководство
- Президент клуба: Иван Надеин
- Вице-президент: Мирон Чернецкий
- Вице-президент: Михаил Волынец
- Генеральный директор: Антон Назарук
- Заместитель генерального директора: Орест Баль
- Исполнительный директор: Николай Чещевой
- И. о. спортивного директора: Юрий Габовда
- Начальник команды: Анатолий Коломиец
- Администратор: Сергей Литвинчук
- Администратор юношеской команды: Сергей Вознюк

### Тренерский штаб
- Главный тренер: Олег Шандрук
- Тренер: Олег Герасимюк
- Тренер: Роман Гандзин
- Тренер вратарей: Юрий Кособуцкий
- Тренер по физподготовке: Максим Козлюк
- Тренер-аналитик: Назар Стеций
- Старший тренер юношеской команды: Станислав Упилков
- Тренер юношеской команды: Николай Кашевский
- Тренер вратарей юношеской команды: Евгений Соколов

## Текущий состав
| 1  | Флаг Украины  | Вр  | Павел Стефанюк        | 2005 |  |  |  |  |  |
| 23 | Флаг Молдовы  | Вр  | Андрей Кожухарь       | 1999 |  |  |  |  |  |
| 78 | Флаг Украины  | Вр  | Михаил Кулик          | 2005 |  |  |  |  |  |
| 91 | Флаг Украины  | Вр  | Валентин Горох        | 2001 |  |  |  |  |  |
|    |               |     |                       |      |  |  |  |  |  |
| 2  | Флаг Украины  | Защ | Максим Смиян          | 2002 |  |  |  |  |  |
| 3  | Флаг Украины  | Защ | Семён Вовченко        | 1999 |  |  |  |  |  |
| 4  | Флаг Словении | Защ | Кай Ципот             | 2001 |  |  |  |  |  |
| 17 | Флаг Украины  | Защ | Михаил Протасевич     | 2004 |  |  |  |  |  |
| 22 | Флаг Греции   | Защ | Константинос Стамулис | 2000 |  |  |  |  |  |
| 33 | Флаг Украины  | Защ | Роман Гончаренко      | 1993 |  |  |  |  |  |
| 44 | Флаг Украины  | Защ | Даниил Чечер          | 2004 |  |  |  |  |  |
|    |               |     |                       |      |  |  |  |  |  |
| 6  | Флаг Грузии   | ПЗ  | Георгий Куция         | 1999 |  |  |  |  |  |

| 8  | Флаг Украины  | ПЗ  | Дмитрий Годя            | 2005 |  |  |  |  |  |
| 10 | Флаг Украины  | ПЗ  | Дмитрий Клёц            | 1996 |  |  |  |  |  |
| 14 | Флаг Украины  | ПЗ  | Игорь Харатин (капитан) | 1995 |  |  |  |  |  |
| 15 | Флаг Украины  | ПЗ  | Роман Ковалюк           | 2005 |  |  |  |  |  |
| 18 | Флаг Украины  | ПЗ  | Виталий Бойко           | 1997 |  |  |  |  |  |
| 22 | Флаг Украины  | ПЗ  | Ростислав Баран         | 2005 |  |  |  |  |  |
| 26 | Флаг Украины  | ПЗ  | Сергей Стень            | 2002 |  |  |  |  |  |
| 29 | Флаг Украины  | ПЗ  | Валерий Кучеров         | 1993 |  |  |  |  |  |
| 77 | Флаг Украины  | ПЗ  | Владислав Шарай         | 1997 |  |  |  |  |  |
| 90 | Флаг Камеруна | ПЗ  | Самюэль Нонго           | 2004 |  |  |  |  |  |
|    |               |     |                         |      |  |  |  |  |  |
| 20 | Флаг Гамбии   | Нап | Алаги Уолли             | 2006 |  |  |  |  |  |
| 30 | Флаг Украины  | Нап | Денис Ндукве            | 2000 |  |  |  |  |  |

## Трансферы 2025/26
| Позиция | Игрок                    | Прежний клуб      |
| ------- | ------------------------ | ----------------- |
| Нап     | Марко Мрвальевич**       | ЛКС (Лодзь)       |
| Защ     | Илья Козубенко**         | Скала 1911        |
| Защ     | Константинос Стамулис*** | Анортосис         |
| ПЗ      | Виталий Бойко***         | ЛНЗ               |
| Вр      | Валентин Горох***        | Колос (Ковалёвка) |
| Нап     | Денис Ндукве*            | Ворскла           |
| ПЗ      | Сергей Стень***          | Металлист 1925    |
| Нап     | Алаги Уолли***           | Хокс              |
| Защ     | Кай Ципот                | Мура              |

| Позиция | Игрок               | Новый клуб            |
| ------- | ------------------- | --------------------- |
| Нап     | Венделл**           | Полесье (Житомир)     |
| ПЗ      | Луан Кампос**       | Америка Минейро       |
| Нап     | Николай Гайдучик    | Полесье (Житомир)     |
| Вр      | Богдан Когут***     | Завершил карьеру      |
| Нап     | Руслан Степанюк***  |                       |
| Защ     | Евгений Шевченко*** | Оболонь               |
| Защ     | Василий Гакман***   |                       |
| ПЗ      | Виталий Дахновский  | Буковина              |
| Нап     | Орест Лепский***    | ЛНЗ                   |
| Защ     | Назар Балаба*       | ЮКСА                  |
| Защ     | Илья Козубенко***   | Карбон                |
| ПЗ      | Ростислав Баран*    | Подолье (Хмельницкий) |
| Нап     | Марко Мрвальевич*   | Мура                  |

* В аренду. 

** Из аренды. 

*** Свободный агент.

## Достижения

### Украинская ССР
- Чемпионат УССР
  - Бронзовый призёр (2): 1981, 1990
- Кубок УССР
  - Финалист (2): 1957, 1991

### Украина
- Чемпионат Украины
  - 6-е место: 2017/18
- Первая лига Украины
  - Победитель (2): 1992, 2020/21
  - Бронзовый призёр: 2016/17
- Вторая лига Украины
  - Серебряный призёр: 2015/16
  - Бронзовый призёр: 2019/20
- Кубок Украины
  - Полуфиналист: 1993/94